# Откачена породица
Откачена породица је немачки порнографски филм. Филм је у Србији издало новосадско предузеће Hexor 2008. године у тиражу од 3000 комада. Нема описа на омоту, интерна ознака српског издавача је DR27, а каталошки број COBISS.SR-ID 229049607.